# Elaphria subobliqua
Elaphria subobliqua är en fjärilsart som beskrevs av Walker 1858. Elaphria subobliqua ingår i släktet Elaphria och familjen nattflyn. Inga underarter finns listade i Catalogue of Life.